# Ivajlovgrad
Ivajlovgrad (bulgariska: Ивайловград) är huvudort i Obsjtina Ivajlovgrad och i regionen Chaskovo i sydöstra Bulgarien.  Befolkningen uppgick till 3 756 vid folkräkningen 2009.